# Epina alleni
Epina alleni là một loài bướm đêm trong họ Crambidae.